# 이상민 (2004년)
이상민(2004년 6월 29일 ~ )는 대한민국의 축구 선수이다. 포지션은 왼쪽 풀백, 왼쪽 윙어, 오른쪽 윙어이다. 현재 수원 삼성 블루윙즈 소속이다.